# Dinosaur Jr.
Dinosaur Jr. (МФА: [daɪnəˌsɔːr ˈdʒuːnjər]; первоначально — Dinosaur) — альтернативная рок-группа из США, основанная в 1984 году Джеем Маскисом (Joseph «J» Mascis) и Лу Барлоу (Lou Barlow).

## История
Первым музыкальным «проектом» Маскиса и Барлоу стала хардкоровая команда «Deep Wound», в которой оба они играли ещё школьниками. В 1984 года «Deep Wound» прекратила своё существование, а Джей и Лу организовали новый ансамбль — «Dinosaur», сочетавший в себе грязное гаражное звучание и поп-мелодичность. Уже первый альбом коллектива, так и названный — «Dinosaur» (1985), обратил на себя внимание критиков; через несколько месяцев во время гастролей в Нью-Йорке музыканты встретились с Sonic Youth, которые назвались поклонниками «Динозавров» и пригласили их в концертное турне. 2-й альбом Dinosaur, «You’re Living All Over Me», был записан с аудиоинженером Sonic Youth Уортоном Тайерсом. Вскоре после его выхода (встреченный критиками с огромным одобрением, он считается одной из важнейших записей в истории альтернативного рока) начались судебные прения с супергруппой «The Dinosaurs» (в неё входили музыканты из Big Brother and the Holding Company, Grateful Dead, Jefferson Airplane и т. д.) по поводу названия ансамбля. В итоге Dinosaur пришлось сменить имя на Dinosaur Jr.
За «You’re Living All Over Me» последовал альбом «Bug»; вскоре после его выхода Барлоу, отношения которого с Маскисом становились все более напряженными, ушел из коллектива (чтобы в итоге основать свой собственный, «Sebadoh»). Позже под названием Dinosaur Jr. было записано ещё несколько альбомов — главенствующую роль в группе теперь играл Маскис, — но в 1997 году коллектив официально распался. В 2005 музыканты, однако, объявили о возрождении Dinosaur Jr. и записали пять альбомов к 2022 году (в 2007 , 2009, 2012, 2016, 2021 соответственно).
Началом воссоединения стало выступление Deep Wound на концерте, где играли Sebadoh и сольный Маскис. Параллельно Джей возвращает себе права на публикацию 3-х первых альбомов Dinosaur Jr. и в начале 2005 радостно переиздает их со всякими бонусами на Merge Records. Финансовое предложение менеджмента Джея Маскиса о полноценном туре оригинального бэнда завершило процесс. 15 апреля 2005 года Dinosaur Jr. (Маскис, Барлоу, Мерф) начали реюнионный тур.

## Дискография
- Dinosaur (1985)
- You're Living All Over Me (1987)
- Bug (1988)
- Green Mind (1991)
- Where You Been (1993)
- Without a Sound (1994)
- Hand It Over (1997)
- Beyond (2007)
- Farm (2009)
- I Bet on Sky (2012)
- Give a Glimpse of What Yer Not (2016)
- Sweep It Into Space (2021)